# Ülker
Ülker — турецька харчова компанія, що спеціалізується на виробництві крекерів, печива, тортів, вафель, цукерок, кави, молочних продуктів, морозива, а також прохолодних напоїв (під брендом Cola Turka) і дитячого харчування. Заснована в 1944 році кондитером Сабрі Улькером, уродженцем Криму. На сьогоднішній день компанія входить до складу стамбульського Yıldız Holding, в ній працює близько 30 000 чоловік. Ülker має філії і представництва в 111 країнах світу. Вперше експортувала свою продукцію в 1974 році. Спонсорує стамбульський баскетбольний клуб «Фенербахче-Улькер», а також футбольні клуби «Галатасарай» і «Трабзонспор».